# Колоніальні війни
 Колоніальні війни  — війни, що їх ведуть держави з метою завоювання колоній або ж для збереження у них свого панування.

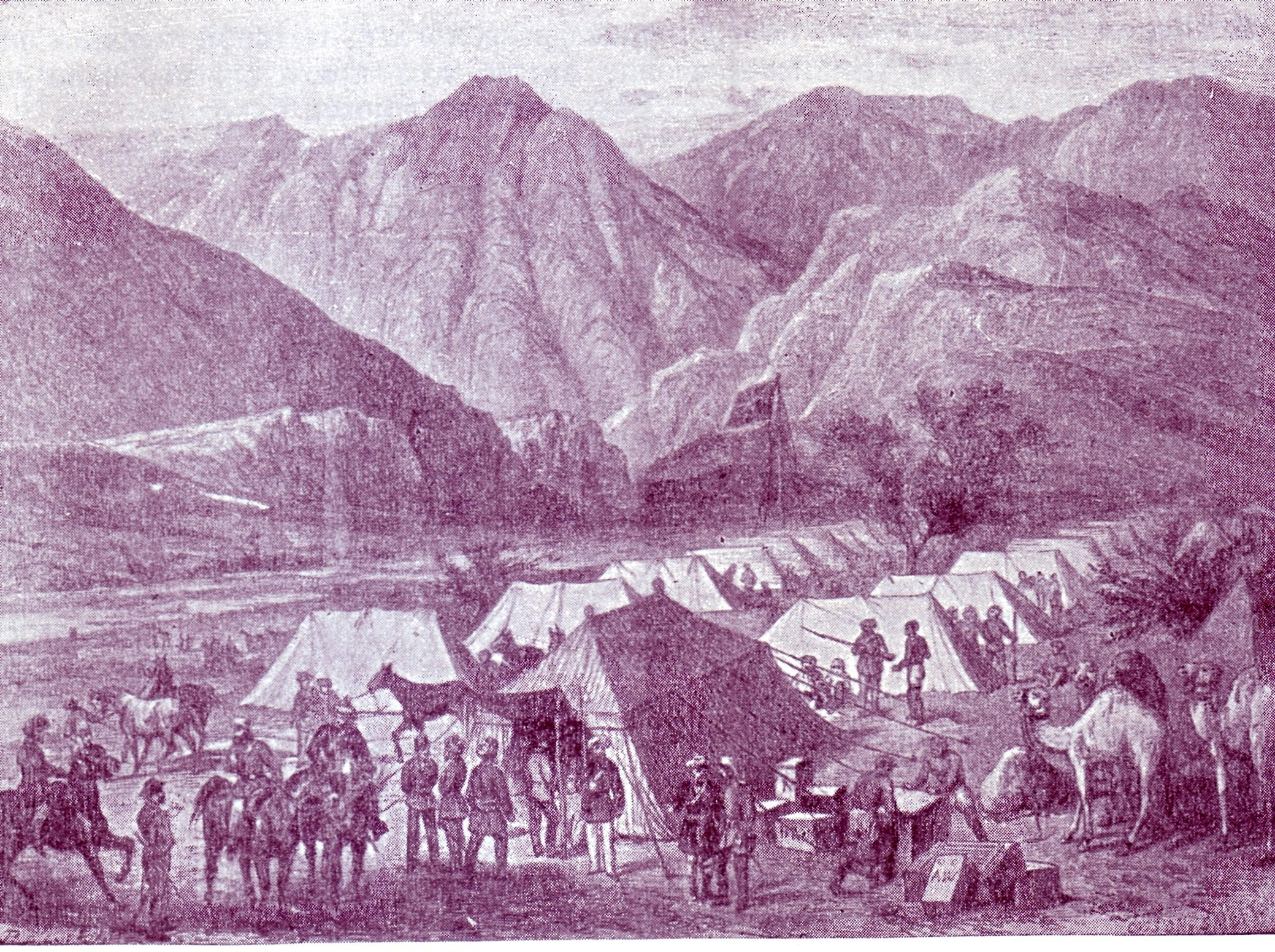
Штаб англійської військової експедиції поблизу Сенафе в Ефіопії. Гравюра 1868 року

Колоніальні війни за суттю своєю є війни національні .
Колоніальна політика від самого початку була пов'язана із війнами. Торговельні війни XVII та XVIII ст. велися колоніальними імперіями за колоніальні та торгові переваги. Ці війни супроводжувалися грабіжницькими нападами на чужі колоніальні володіння, а також розвитком піратства.

## Колоніальні війни
Впертість та жорстокість, із якими велися колоніальні війни, обумовлювалися намаганням кожної із держав-суперниць монополізувати у своїх руках грабунок залежних держав, а з іншого боку, винятковим значенням колоніальних ринків, що їх, як правило, вдавалося закрити від сторонньої конкуренції. Крім того, для колоній торгівля завжди була нееквівалентною і прибутковість її для метрополії зростала із поступом технічного прогресу. До того ж, колонізатори часто отримували продукцію колоніальних країн задарма, шляхом прямого грабунку. У часи розвитку мануфактурного капіталізму, власне, вирішувалося питання, котра із колоніальних держав завоює торговельну, морську і колоніальну гегемонію і тим забезпечить найсприятливіші умови для розвитку власної промисловості.

### До нового часу
Із розвитком торгового капіталізму виникає потребу у колоніальних ринках. Під час та опісля хрестових походів засновуються колонії венеційців та генуезців на узбережжях Середземного та Чорного морів. 
Посилений розвиток колонізації починається наприкінці 15 ст. Першими розпочинають завоювання колоній іспанці та португальці.
Португальці захоплюють Бразилію, утверджуються на молуккських островах, на Цейлоні, здійснюють вторгнення до Ост-індії та Китаю, де захоплюють Макао. Іспанці завойовують землі на Антильських островах, ведуть війни у Мексиці, Перу. Іспанці та португальці масово винищують місцеве населення, а натомісць завозять негрів із Африки, яких експлуатують як рабів.
До колоніальних захоплень скоро приєднуються також Голландія, Франція та Англія, часто конфліктуючи і ведучи війни із попередниками. Голландці відвойовують у португальців Молуккскі острови, Цейлон, Малакку, починають вибивати їх із Індії, захоплюють на якийсь час Бразилію.
Після початку французами колонізації наприкінці 16 ст. у 17 ст. вони захоплюють Канаду, Луїзіану, кілька Вест-Індських островів, здійснюють вторгнення до Індії та Африки.

### Нового й найновішого часу
Національно-визвольний рух у експлуатованих колоніальними імперіями народів у XVII—XVIII ст. набував форми селянських повстань. Такі селянські війни відбувалися у Росії, Польщі, Україні, Чехії, Угорщині, на Балканах, у країнах Азії.

У цей же період відбувається розвиток національної самосвідомості, яка формується у довгій та впертій боротьбі із іноземними загарбниками: народів Китаю — із манжурськими, Північної Індії — із афганськими, Ірану — із афганськими та турецькими, народів Закавказзя — із турецькими та іранськими завойовниками.
Три держави, що відігравали у XVII ст. керівну роль у Європі,— Іспанія, Голландія та Швеція,— наприкінці століття та на початку наступного поступаються місцем Пруссії, Австрії та Московській державі. Втрачають свої позиції також Річ Посполита та Османська імперія. Московська держава, окрім територій на Заході, захоплених під час Північної війни, просувається на схід до Тихого океану.
На Балканах йшла боротьба між Австрією та Османською імперією.
До колоніальних війн належали війни : 
- Великої Британії в Індії, Північній Америці, Єгипті та Південній Африці;
- Франції у Африці, Індо-Китаї, Північній Америці;
- Росії на Кавказі, у Середній Азії та на Далекому Сході;
- Іспанії в Африці, Америці;
- Німеччини в Африці;
- Голландії;
- Португалії.

#### Війни Великої Британії
- Друга англо-бурська війна

- Англо-бурська війна
- Війна за незалежність США

#### Війни Франції
- Колоніальні війни в Індокитаї (1946-1954 рр.), Алжирі (1954-1962 рр.)

#### Війни Росії
- Завоювання Туркестану (1868—1876).
- Війна за завоювання Хіви (1873).
- Завоювання Кокандського ханства (1876). 17 лютого 1876 року імператор Олександр II підписав указ про приєднання ханства до Російської імперії.
- Захоплення Сахаліну (1875).
- Завоювання Фергани (1876).
- Російсько-турецька війна (1877—1878), захоплення Бессарабії й частини Малої Азії.
- Російсько-японська війна через Корею та частину Китаю (1904-1905).

У 1870-ті роки в Середній Азії стикалися два зустрічних потоки колоніальної експансії: Російська імперія та Сполучене Королівство вели наступальну політику. 
Те ж саме відбувалося і на Близькому Сході: обидві держави намагалися досягти переважаючого впливу у Константинополі будь-якими засобами. Російська імперія, прагнучи до контролю над протоками, вела наступальну політику. Політика Росії щодо Чорноморських проток продовжується донині.

#### Війни Іспанії
- Іспано-франко-марокканська війна

- Іфійська війна

#### Війни Німеччини
- Хрестовий похід проти слов'ян

## Втрати у колоніальних війнах
За час від 1815 до 1914 року найголовнішими колоніальними війнами за бойовими втратами були Балканські війни (142 тис.), російсько-японська (99 тис.), Кримська (95 тис), франко-прусська (89 тис.), російсько-турецькі війни — 48 тис. (1877—1878) та 35 тис. (1828—1829), італійська війна 1859 року — 18 тис., австро-прусська — 16 тис. та ін. Головні втрати припадали на армії країн Східної Європи. На Російську імперію, Туреччину та Балканські країни — більш ніж половина усіх забитих та померлих від ран. У колоніальних війнах європейських держав у боях загинуло понад 100 тис. осіб, не рахуючи набагато більших втрат корінного населення народів Африки, Азії, Америки та Океанії.